# Don Ciccio
Francesco Ciccio o conocido como Don Ciccio (1837-1925) es un personaje ficticio en El padrino II. Fue interpretado por el actor Giuseppe Sillato.

## En la obra
En el mundo presentado en esta obra, Don Ciccio es un jefe de una mafia local que ejercía control sobre una pequeña ciudad siciliana llamada Corleone, donde nace Vito Andolini, quien se convertiría años después en el patriarca de una gran organización de crimen organizado en la ciudad de Nueva York. 

## Asesinato de la Familia Andolini
En 1901, el padre de Vito, Antonio Andolini, y su hermano Paolo Andolini son asesinados por orden de Ciccio, ya que ellos se oponían a que el mafioso siguiera aterrorizando el pueblo. Antonio fue asesinado tratando de enfrentarlo y Paolo juró vengarlo, pero también murió en el intento. Analizando que el pequeño Vito sería la próxima víctima, su madre visita la mansión de Ciccio para rogarle que le perdone la vida al único hijo que le quedaba, pero el mafioso se niega, pues sabía que de hacerlo el pequeño Vito en un futuro vengaría a su padre y a su hermano. En ese momento, aprovechando que Don Ciccio no estaba mirando, la madre del niño sacó un cuchillo y tomó por el cuello al mafioso mientras gritaba a Vito que saliera del lugar y amenazaba a los escoltas con matar a su jefe si intentaban dispararle al niño, sin embargo, uno de los escoltas aprovechó que ella estaba distraída para quitarle el cuchillo y hacer que suelte a su jefe, acto seguido otro escolta de Don Ciccio mata de un fuerte disparo de escopeta a la madre de Vito, quien ve a lo lejos cómo su madre es asesinada y cómo Don Ciccio manda a sus escoltas para atraparlo. Afortunadamente, unos vecinos llevan al niño a escondidas a un barco con rumbo a Nueva York en Estados Unidos, salvando su vida.

## Muerte
Veinticuatro años más tarde, un Vito ya adulto, (interpretado por Robert De Niro), regresa a su pueblo natal para vengar a su familia. Con la ayuda de Lionele Tommasino, Vito logra acceder a la residencia del mafioso. Al llegar a la mansión, Lionele se acerca a Don Ciccio (que se encontraba descansando en una silla y de muy avanzada edad) y le dice que su amigo Vito Corleone es un empresario que vende una marca de aceite de olivo llamada "Genco Olive Oil" y que vino a establecerse al pequeño pueblo para expandir sus ventas, pero vino primero a su residencia para solicitar su permiso, Don Ciccio cree que es verdad (en realidad es solo una farsa para matarlo) y le pide a Vito que se acerque para verlo mejor. Al acercarse, Vito lo saluda respetuosamente y escucha como Don Ciccio le pregunta cual es el nombre de su padre, este le responde susurrándole, haciendo que Don Ciccio le pidiera hablar más fuerte debido a que ya no escuchaba bien, Vito se le acerca al oído y le dice "mi padre se llama Antonio Andolini y esto es para ti", luego saca un cuchillo y lo hiere gravemente en el abdomen, dejándolo moribundo en la silla, mientras era herido Don Ciccio expresó la frase: Hijo de P.... De esa manera Vito cumplió finalmente su venganza, la cual había esperado por tanto tiempo.
- Datos: Q1134066